# Lonzac
Lonzac é uma comuna francesa na região administrativa da Nova Aquitânia, no departamento de Charente-Maritime. Estende-se por uma área de 6,24 km². Em 2010 a comuna tinha 274 habitantes (densidade: 43,9 hab./km²).